# Diego Álvarez de Paz
Diego Álvarez de Paz (Toledo, 1560 – Potosí, 1620) è stato un religioso spagnolo.
Fu missionario gesuita (1584-1620) in Perù. Studiò presso il collegio gesuita di Alcalá de Henares.

## Opere
- De vita espirituali ejusque perfectione, León,1608 y 1611;Maguncia,1614.
- De exterminatione mali et promotione boni.
- De inquisitione pacis sive studio oraciones.
- De quotidiana virtutem exertitatione, León,1612.
- De vitiorum extintione et virtutem adeptione, Amberes,1624.
- De humiliate virtutem fundamento, Inglostadt,1619.
- Ejercicios diarios de las virtudes,1620.
- Meditaciones tripartitas, Colonia,1620.
- Traité de la haine et fuite des pechés , Donwey,1625.
- Meditaciones sobre la vida de Jesucristo, Bruselas, 1851.